# Oswald-Veblen-Preis
Der Oswald Veblen Prize in Geometry ist ein (seit 2001) im Drei-Jahres-Rhythmus von der American Mathematical Society für besondere Leistungen in Geometrie oder Topologie vergebener Preis. Er wurde 1961 zum Andenken an Oswald Veblen gestiftet. Er ist mit 5000 Dollar dotiert.

## Preisträger
- 1964 Christos Papakyriakopoulos
- 1964 Raoul Bott
- 1966 Stephen Smale
- 1966 Morton Brown und Barry Mazur
- 1971 Robion Kirby
- 1971 Dennis Sullivan
- 1976 William Thurston
- 1976 James Harris Simons
- 1981 Michail Gromow
- 1981 Shing-Tung Yau
- 1986 Michael Freedman
- 1991 Andrew Casson und Clifford Taubes
- 1996 Richard S. Hamilton und Tian Gang
- 2001 Jeff Cheeger, Yakov Eliashberg und  Michael J. Hopkins
- 2004 David Gabai
- 2007 Peter Kronheimer und Tomasz Mrowka; Peter Ozsváth und Zoltán Szabó
- 2010 Tobias Colding und William P. Minicozzi II; Paul Seidel
- 2013 Ian Agol und Daniel Wise
- 2016 Fernando Codá Marques und André Neves
- 2019 Xiuxiong Chen, Simon Donaldson und Song Sun
- 2022 Michael A. Hill, Michael J. Hopkins und Douglas Ravenel
- 2025 Soheyla Feyzbakhsh, Richard Thomas